# Krukow (Mecklembourg)
Pour les articles homonymes, voir Krukow.
Krukow était une municipalité allemande située dans le land de Mecklembourg-Poméranie-Occidentale et l'Arrondissement du Plateau des lacs mecklembourgeois.
Depuis le 1er janvier 2012 elle a fusionné avec les communes de Lapitz et Puchow pour former la nouvelle commune de Kuckssee.